# 南大街街道 (沧州市)
南大街街道，是中华人民共和国河北省沧州市新华区下辖的一个乡镇级行政单位。

## 行政区划
南大街街道下辖以下地区：
建新街社区、民族路社区、小树林社区、祁孟庄社区和欣欣家园社区。